# 독일의 대통령
독일연방공화국의 연방대통령(독일어: Bundespräsident der Bundesrepublik Deutschland, 영어: President of the Federal Republic of Germany)은 독일의 국가원수이다. 독일의 정부 형태는 의원내각제이기 때문에, 행정부 수반으로서의 권한은 총리가 가지고, 대통령은 국제법상 국가의 상징이자 국가원수로서의 권한을 가진다. 연방상원, 연방하원, 연방내각, 연방헌법재판소 등으로 이루어진 5대 헌법기관 중 하나다.

## 직무수행

### 권한
국가 원수로서의 권한을 가진다. 구체적으로 보면 외국과의 조약 체결권, 외교사절의 파견 및 접수권, 법령의 서명 및 관보를 통한 공포권, 연방하원에 대한 총리후보 추천권, 연방하원에 의해 총리로 선출된 자에 대한 임명권, 연방총리의 제청에 따른 연방각료 임면권, 연방판사, 연방공무원, 군장교 및 하사관의 임면권, 사면권, 연방총리의 제청에 따른 연방하원 해산권 등을 갖는다.

### 임기
대통령의 임기는 5년이며, 1회에 한해 재선이 가능하다. 임기를 채우지 못하고 중도사임하거나 사망하는 등 유고시 상원의장이 직무를 대행한다.

### 자격
대통령은 독일 국민이어야 하며, 만40세 이상의 하원 의원 선거권을 지닌 자이어야 한다. 대통령이 된 뒤에는 월급을 받는 다른 직책에 종사하거나 직업을 가질 수 없다.

### 연봉
대통령은 연간 약 €213,000(한화 약 2억8000만)을 연봉으로 받는다.

### 보조기관
독일 대통령의 직무 수행을 보조하는 기관으로는 대한민국의 청와대와 비슷한 대통령관저를 포함하는 사무국이 있다. 이곳에는 140명이 근무하는데, 대통령의 결정을 위한 준비작업과 조언을 하며 아울러 대통령의 직무수행에 필요한 일들을 준비한다.

## 선거
독일의 대통령은 직접 선거가 아닌 간접 선거를 통하여 선출된다.

### 선거인단 구성
매 5년마다 대통령 선거를 위해 대통령 선거인단인 연방총회(Bundesversammlung)를 소집한다. 연방총회는 독립적인 연방헌법기관으로 오로지 대통령 선출만을 위하여 소집되며, 선출이 완료된 후 해산된다. 연방회의는 국민의 직접투표로 선출된 지역대표, 정당 별 비례대표로 구성된 하원의원, 16개의 각 주에서 인구비례로 임명된 선거인단이 함께 참여하는 형식이다.
선거인단은 주로 주 의회 의원, 정치인, 저명인사 등으로 구성되며 주 의회에서 선출된다. 연방총회의 정원이 곧 대통령 선거의 유권자 수인데, 인원수가 지정되어 있는 것은 아니다. 보통은 하원의원수의 2배정도로 구성된다.

### 선거 과정
대통령 선거를 위해 소집된 연방회의는 토론 없이 투표를 진행하고, 대통령 후보자 중 과반득표자가 대통령이 된다. 만약 과반득표자가 나오지 않으면 재투표를 하게 되며, 재투표에서도 과반득표자가 나오지 않으면 3차 투표에서 최다득표자가 대통령으로 당선된다.

### 역대 선거 목록

#### 역대 선거 분석
| #    | 선거일          | 선거장소                                    | 당선자                  | 정당   | 선거수 | 득표수      | 득표율(%) |
| ---- | --------------- | ------------------------------------------- | ----------------------- | ------ | ------ | ----------- | --------- |
| 1대  | 1949년 9월 12일 | 본 – 연방의사당(Bundeshaus)                 | 테오도어 호이스         | FDP    | II     | 416 / 804   | 51.7%     |
| 2대  | 1954년 7월 17일 | 베를린 – 동프로이센회관(Ostpreußenhalle)    | 테오도어 호이스         | FDP    | I      | 871 / 1018  | 85.6%     |
| 3대  | 1959년 7월 1일  | 베를린 – 동프로이센회관(Ostpreußenhalle)    | 하인리히 뤼브케         | CDU    | II     | 526 / 1038  | 50.7%     |
| 4대  | 1964년 7월 1일  | 베를린 – 동프로이센회관(Ostpreußenhalle)    | 하인리히 뤼브케         | CDU    | I      | 710 / 1042  | 68.1%     |
| 5대  | 1969년 5월 5일  | 베를린 – 동프로이센회관(Ostpreußenhalle)    | 구스타프 하이네만       | SPD    | III    | 512 / 1036  | 49.4%     |
| 6대  | 1974년 5월 15일 | 본 – 베토벤회관(Beethovenhalle)             | 발터 셸                 | FDP    | I      | 530 / 1036  | 51.2%     |
| 7대  | 1979년 5월 23일 | 본 – 베토벤회관(Beethovenhalle)             | 카를 카르스텐스         | CDU    | I      | 528 / 1036  | 51.0%     |
| 8대  | 1984년 5월 23일 | 본 – 베토벤회관(Beethovenhalle)             | 리하르트 폰 바이츠제커  | CDU    | I      | 832 / 1040  | 80.0%     |
| 9대  | 1989년 5월 23일 | 본 – 베토벤회관(Beethovenhalle)             | 리하르트 폰 바이츠제커  | CDU    | I      | 881 / 1038  | 84.9%     |
| 10대 | 1994년 5월 23일 | 베를린 – 국가의회 의사당(Reichstagsgebäude) | 로만 헤어초크           | CDU    | III    | 696 / 1324  | 52.6%     |
| 11대 | 1999년 5월 23일 | 베를린 – 국가의회 의사당(Reichstagsgebäude) | 요하네스 라우           | SPD    | II     | 690 / 1333  | 51.7%     |
| 12대 | 2004년 5월 23일 | 베를린 – 국가의회 의사당(Reichstagsgebäude) | 호르스트 쾰러           | CDU    | I      | 604 / 1204  | 50.1%     |
| 13대 | 2009년 5월 23일 | 베를린 – 국가의회 의사당(Reichstagsgebäude) | 호르스트 쾰러           | CDU    | I      | 613 / 1224  | 50.1%     |
| 14대 | 2010년 6월 30일 | 베를린 – 국가의회 의사당(Reichstagsgebäude) | 크리스티안 불프         | CDU    | III    | 625 / 1242  | 50.3%     |
| 15대 | 2012년 3월 18일 | 베를린 – 국가의회 의사당(Reichstagsgebäude) | 요아힘 가우크           | 무소속 | I      | 991 / 1228  | 80.7%     |
| 16대 | 2017년 2월 17일 | 베를린 – 국가의회 의사당(Reichstagsgebäude) | 프랑크발터 슈타인마이어 | SPD    | I      | 931 / 1260  | 73.9%     |
| 17대 | 2022년 2월 13일 | 베를린 – 국가의회 의사당(Reichstagsgebäude) | 프랑크발터 슈타인마이어 | SPD    | I      | 1045 / 1339 | 78.0%     |

독일의 제11대 대통령인 요아힘 가우크는 최초의 동독 출신 대통령이다. 독일의 대통령은 기독교민주연합에서 6번, 자유민주당과 사회민주당에서 각각 2번씩 배출되었는데 특정 정당 소속이 아닌 후보자가 당선된 것은 요아힘 가우크가 처음이다. 가우크는 기민당(CDU)과 자유민주당으로 구성된 집권 연립정권은 물론이고 야당인 중도 좌파인 사민당과 녹색당으로부터도 지지를 받았다. “자유는 정의를 위한 필수 전제조건이고, 정의를 향한 노력 역시 자유를 동독의 민주화 운동가로 유명하다.
2022년 2월 13일 17대 연방회의를 통해 프랑크발터 슈타인마이어를 대통령으로 선출하였다. 17대 연방회의는 17대 독일연방하원과 주의회 소속 선거인단으로 구성되었다. 프랑크발터 슈타인마이어는 선거권자 1339명중 1045표를 득표하여 재선에 성공하였다.
| 대통령 후보             | 득표수 | 득표율 |
| 프랑크발터 슈타인마이어 | 1,045  | 78.04% |
| 맥스 오트               | 140    | 10.45% |
| 알 브레히트 글레이저    | 96     | 7.17%  |
| 스테파니 게바우어       | 58     | 4.33%  |
| 총 득표수               | 1339   | 100.0% |

## 책무 및 기능
대통령에게 수여되는 권한의 정도는 독일의 법에 의해 보장받는다. 대통령은 국가 원수로서 상징적인 의미를 부여받으며 독일을 대표한다. 따라서 행정부 수반으로서의 실질적인 권력은 행사하지 않는다. 전쟁시 수상에게 권한을 위임하나 대통령의 승인 없이 전쟁 상태를 선언할 수 없다.

### 연방정부의 구성
대통령은 연방의회에 1인의 수상후보를 제안할 수 있다. 추천받은 후보자는 연방의회에 의해 수상으로 선출된다. 하지만, 연방의회는 대통령의 제안을 거부할 자유가 있고 추천받은 사람 외에 다른 사람을 수상으로 선출할 수 있다. 대통령은 수상이 과반수의 지지를 상실한 경우 신임투표를 거쳐 수상을 해임할 수 있다. 연방하원은 후임자를 절대과반수의 지지로 선출하며 대통령은 현직 총리를 해임하고 새로 선출된 후보를 총리로 임명해야 한다.

### 연방각료의 임명
대통령은 연방각료 임명, 연방판사, 연방공무원, 군장교 및 부사관의 임명, 사면권을 갖는다. 임명시 수상이나 관련 각료의 연대 서명을 필요로 한다. 그러나 이러한 권한은 연방에 관련된 것이고, 연방에 속한 각 주에 대해서 - 이를테면 첩보행위나 테러 등과 같은 특정한 형사상의 소송이나 연방관리, 연방법관 및 군인들에 대한 징계 같은 것에 - 만 관여할 수 있다. 그 외의 사면권은 해당 연방의 주에 있다.

### 연방회의 해산
대통령은 총리의 제안에 따라 연방하원을 해산하거나 연방상원의 동의를 얻어 입법비상사태를 선포할 수 있다. 입법비상사태는 총리가 선출되지 않는 상태에서 연방의회가 해산되었을 경우 대통령이 임시로 입법자의 권한을 가지는 것을 말한다. 역사적으로 3번의 해산이 있었으며 1969년 9월 28일 선출된 6대 연방하원은 처음으로 건설적 불신임안과 연방총리 신임안이 제출되고, 연방하원이 해산된 첫 의회다. 1980년 10월 5일 선출된 9대 연방하원은 두번의 신임투표와 한번의 불신임투표를 거친후 1983년 해산했다. 2005년 노르트라인베스트팔렌주 주의회 선거 패배이후 게르하르트 슈뢰더는 신임안을 제기했다가 재신임을 받는데 실패함에 따라 연방하원이 해산되었다.

### 법률의 공포
대통령은 모든 연방 법률에 대하여 서명을 통해 효력을 발생시킨다. 대통령은 법률안이 헌법에 따른 적법한 절차를 거친 것인지를 검토하며, 대통령의 승인 후에야 법안은 연방법안 공보에 고지된다. 이에 따라 제청된 법률에 대해 서명을 거부하는 일도 발생한다.

### 대외적 관계
국제법상 독일의 대통령은 독일을 대표한다. 따라서 국가의 대표로서 외국의 국가 원수들을 영접하고 정치적 연설을 행한다.

## 역할과 영향력

### 국내에서의 역할
독일에서 정치 서열상 최고의 지위를 갖는 것은 대통령이다. 독일의 대통령은 국가 원수로서의 역할을 수행하며, 행정의 수반으로서의 권한은 갖지 않는다. 이에 따라 국내적으로는 범국가적 차원에서 해결해야할 문제들에 대하여 행정부와 국민의 관심을 환기시키면서 국가의 책임과 미래에 관심을 기울인다.
독일 대통령의 공식 입장과 활동은 정파를 초월하지만, 정치적 중립이 강요되는 것은 아니다. 대통령은 외국과의 수교나 외교사절 임명 등 외교나 안보에 대한 권한을 갖게 되며, 연방법관의 임명권, 연방공무원 일부 및 하사관 등에 대한 인사권, 법제정에 관한 법률안 서명을 통해 영향력을 행사한다. 다른 국정분야는 총리가 담당하고 있다.
대통령은 독일연방공화국의 명예를 대표하는 위치에서 국가에 공헌이 큰 사람들에게 훈장이나 휘장의 수여를 통해 감사를 표시하고, 예술가에 대한 후원이나 어린이 청소년을 위한 장려책을 마련하며 사회적 약자를 배려하는 역할을 수행한다.

### 국외에서의 역할
대통령은 국가원수이자 대표로서 독일을 대표해서 외교 활동을 하는데, 독립적인 활동이 보장되긴 하지만 대부분은 행정부와의 협의를 거치는 것이 일반적이다. 외교나 안보에 대한 권한을 갖게 되며 외국과의 수교, 국가간 조약, 외교관 선임 및 외국 외교관 관계 등에 영향력을 갖는다.

### 기타
이외에도 독일 대통령은 국내외에 걸쳐 독일 대표로서 처리해야 할 업무가 많은데, 우선 대통령의 신상 그 자체가 국가의 수반으로서 국가를 대표하는 것과, 아울러 다양한 사회 계층이나 사회적 조류들을 포용하여 함께 조화를 이루도록 한다. 그밖에 여러 회의며 기념식 등에 참여하는 일, 국가의 공문서 정리와 국장(국민장)의 조정 및 국가심벌의 결정 등도 대통령의 과제에 포함된다.

## 역대 대통령 목록
| 대 | 사진      | 이름 (생월연도)                    | 취임일              | 퇴임일                 | 정당           |
| -- | --------- | ---------------------------------- | ------------------- | ---------------------- | -------------- |
| 1  |           | 테오도어 호이스 (1884~1963)        | 1949년 9월 13일     | 1959년 9월 12일        | 자유민주당     |
| 2  |           | 하인리히 뤼브케 (1894~1972)        | 1959년 9월 13일     | 1969년 6월 30일 (사임) | 기독민주연합   |
| 3  |           | 구스타프 하이네만 (1899~1976)      | 1969년 7월 1일      | 1974년 6월 30일        | 사회민주당     |
| 4  |           | 발터 셸 (1919~2016)                | 1974년 7월 1일      | 1979년 6월 30일        | 자유민주당     |
| 5  |           | 카를 카르스텐스 (1914~1992)        | 1979년 7월 1일      | 1984년 6월 30일        | 기독민주연합   |
| 6  |           | 리하르트 폰 바이츠제커 (1920~2015) | 1984년 7월 1일      | 1994년 6월 30일        | 기독민주연합   |
| 7  |           | 로만 헤어초크 (1934~2017)          | 1994년 7월 1일      | 1999년 6월 30일        | 기독민주연합   |
| 8  |           | 요하네스 라우 (1931~2006)          | 1999년 7월 1일      | 2004년 6월 30일        | 사회민주당     |
| 9  |           | 호르스트 쾰러 (1943~)              | 2004년 7월 1일      | 2010년 5월 31일 (사임) | 기독민주연합   |
| -  |           | 옌스 뵈르젠 (1949~) 권한대행       | 2010년 5월 31일     | 2010년 6월 30일        | 사회민주당     |
| 10 |           | 크리스티안 불프 (1959~)            | 2010년 6월 30일     | 2012년 2월 17일 (사임) | 기독민주연합   |
| -  |           | 호르스트 제호퍼 (1949~) 권한대행   | 2012년 2월 17일     | 2012년 3월 18일        | 기독교사회연합 |
| 11 |           | 요아힘 가우크 (1940~)              | 2012년 3월 18일     | 2017년 3월 18일        | 무소속         |
| 12 |           | 프랑크발터 슈타인마이어 (1956~)    | 2017년 3월 19일     | 2027년 3월 일(예정)    | 사회민주당     |
| 13 | 파일:.jpg |                                    | 2027년 3월 일(예정) |                        |                |

## 같이 보기
- 독일의 대통령 목록
- 독일의 총리
- 독일의 총리 목록
- 독일의 선거
- 독일의 내각제